# برای همیشه (ترانه چارلی ایکس‌سی‌ایکس)
«برای همیشه» (به انگلیسی: Forever) یک ترانه نوشته شده و ضبط شده توسط خواننده بریتانیایی، چارلی ایکس‌سی‌ایکس از چهارمین آلبوم استودیویی وی، الان چه حسی دارم (۲۰۲۰) می‌باشد.

## چارت‌ها
| چارت (۲۰۲۰)                        | اوج موقعیت |
| ---------------------------------- | ---------- |
| تک‌آهنگ های داغ نیوزیلند (آرام‌ان‌زد) | ۳۸         |

## تاریخچه انتشار
| ناحیه    | تاریخ         | فرمت                      | ناشر     |
| -------- | ------------- | ------------------------- | -------- |
| مختلف    | ۹ آوریل ۲۰۲۰  | دیجیتال دانلود، استریمینگ | آتلانتیک |
| استرالیا | ۱۳ آوریل ۲۰۲۰ | هیت رادیو امروزی          | وارنر    |